# 270 (số)
270 (hai trăm bảy mươi) là một số tự nhiên ngay sau 269 và ngay trước 271.